# Васенёво (Шарьинский район)
Васенёво — упразднённый посёлок в Шарьинском районе Костромской области России. Входил в состав Зебляковского сельского поселения. Исключен из учётных данных в 2025 году.

## География
Расположен на берегу реки Большая Шанга.

## История
Посёлок основан в 1950-х годах на 32 километре Зебляковской узкоколейной железной дороги, построенной в 1946 году.
В 2004 году посёлок был выселен.

## Население
| 2008 | 2010 | 2014 |
| ---- | ---- | ---- |
| 0    | →0   | →0   |